# اشتفن زولکه
اشتفن زولکه (آلمانی: Steffen Zühlke؛ زادهٔ ۲۸ آوریل ۱۹۶۵) قایقران روئینگ اهل آلمان شرقی بود.